# Distrito de Ocaña
Ocaña es uno de los veintiún distritos peruanos que conforman la provincia de Lucanas, ubicada en el departamento de Ayacucho.
Su capital es el pueblo de Ocaña a 2629 m s. n. m. con 172 viviendas.

## Historia
El distrito fue creado mediante la ley n.º 6612 el 8 de abril de 1929, siendo Presidente de la República Augusto Leguía

## Economía
En cuanto a su aspecto económico, desde tiempos ancestrales los pobladores se dedicaron a la Agricultura y la Ganadería, como sustento y fuente principal de vida; de ahí el cariño y defensa por nuestra tierra y sus recursos, de donde proviene nuestra subsistencia.
Produciendo productos agrícolas como cereales, trigo, maíz, cebada, habas, arvejas, papa, oca, olluco, alfalfa, mayormente productos que necesitan baja intensidad de agua.
El 60% de sus tierras son pastos naturales, el 20%, tierras cultivables y el 20% montes y otros.
Posee una importante ganadería.

## Centro poblados
El distrito tiene una población total de 3444 habitantes en 1303 viviendas repartidos en 208 centros poblados-
| Centro poblado              | Categoría      | Altitud (m s. n. m.) | Población | Viviendas |
| --------------------------- | -------------- | -------------------- | --------- | --------- |
| Ocaña                       | Pueblo         | 2629                 | 572       | 172       |
| San José de Tomate          | Centro poblado | 3229                 | 234       | 100       |
| Santa Cruz de Habaspata     | Caserío        | 3459                 | 212       | 60        |
| Soncoche                    | Caserío        | 2919                 | 276       | 64        |
| San Juan de Luren           | Caserío        | 3438                 | 172       | 67        |
| San Juan de Dios de Saulama | Caserío        | 3731                 | 12        | 33        |
| Carmen Alto                 | Caserío        | 2918                 | 105       | 25        |
| Pachaca                     | Caserío        | 3498                 | 114       | 46        |
| Tiracanche                  | Caserío        | 3288                 | 103       | 46        |

## Ubicación geográfica
|                             | Norte: Provincia de Huancasancos                 |                                               |
| Oeste: Distrito de Laramate |                                                  | Este: Distritos de Otoca y San Pedro de Palco |
|                             | Sur: Provincia de Palpa y distrito de El Ingenio |                                               |

El levantamiento de los planos se efectuó en el año 1951, por el ingeniero Alberto Sañudo; la comunidad tiene una superficie de 82.823,86 hectáreas siendo la Comunidad más grande de la provincia de Lucanas.

## Clima

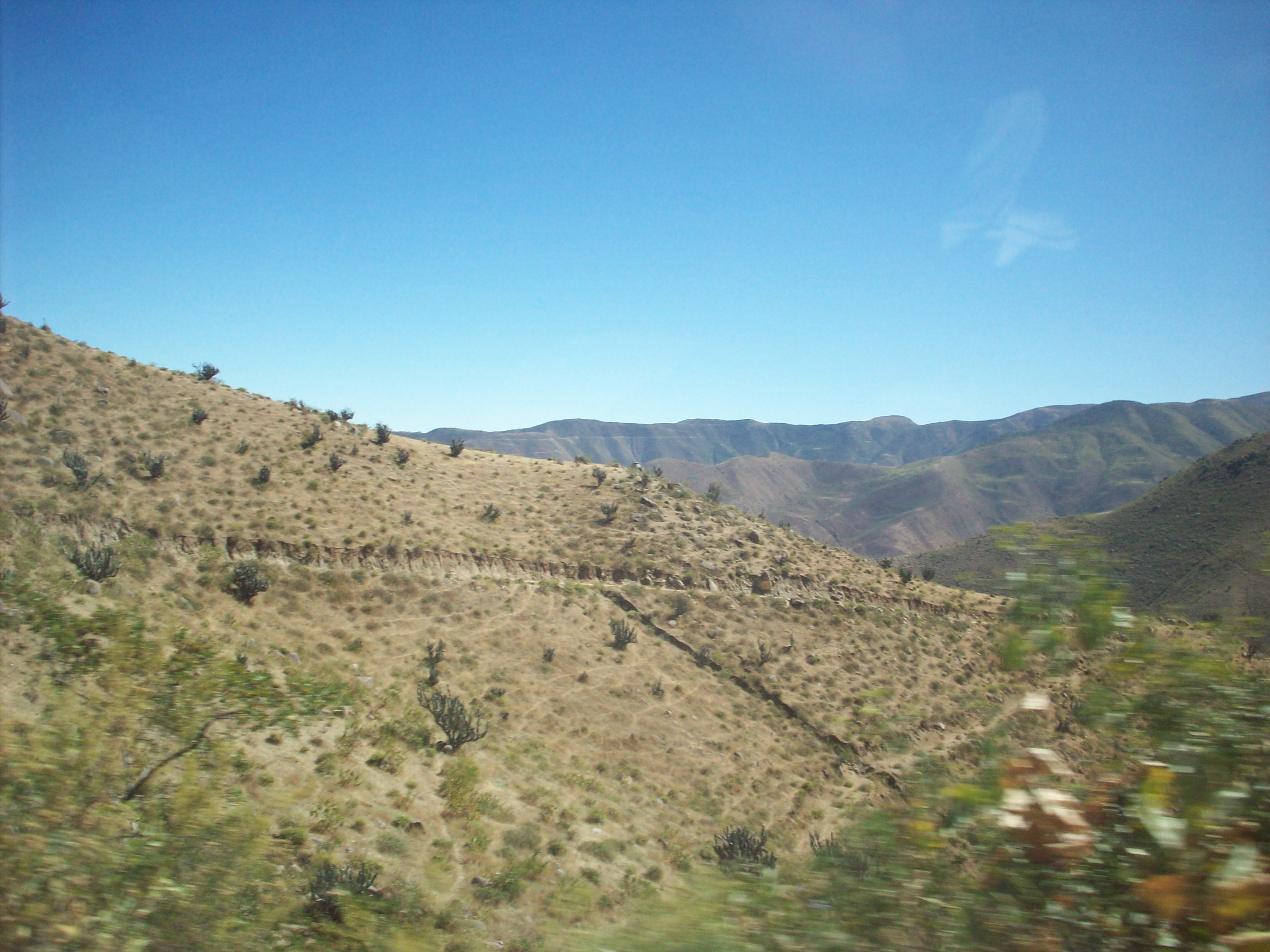
El clima de Ocaña, Perú.

El clima de Ocaña es templado - seco, con lluvias periódicas de diciembre a marzo, con variaciones sensibles de temperatura entre el día 22,5 °C y la noche 10,5 °C y una humedad relativa promedio de 52 % pero con la moderación apropiada y permisible, para la vida humana.
Durante los meses que corresponden al invierno y a la primavera se produce una fuerte insolación debido a la transparencia de la atmósfera.
De otro lado durante la noche la temperatura baja súbitamente, por la escasa humedad existente en el aire.
En consecuencia podemos decir que hay un gran contraste térmico entre el día y la noche, entre las áreas expuestas al sol y la sombra. Durante los meses de diciembre a marzo se presentan abundantes lluvias estacionales. El resto del año se caracteriza por haber sequía
Ocaña tiene clima "más benigno del mundo" susceptible a la más variada producción agrícola del Perú.
Esta zona tiene las condiciones más inmejorables para el cultivo del trigo, maíz, cebada, habas, arvejas, papa, oca, olluco, etc.

## Instituciones educativas
- Inicial IEI Divino Niño N.º 171
- Primaria IEP Plinio Bendezú Huamán
- Secundaria IES Ignacio Guevara Calderón

## Gastronomía
- Mondongo o patasca, sopa con maíz pelado que se cocina a leña casi toda la noche con carne de res, carnero y menudencias como patas, cabeza, panza.

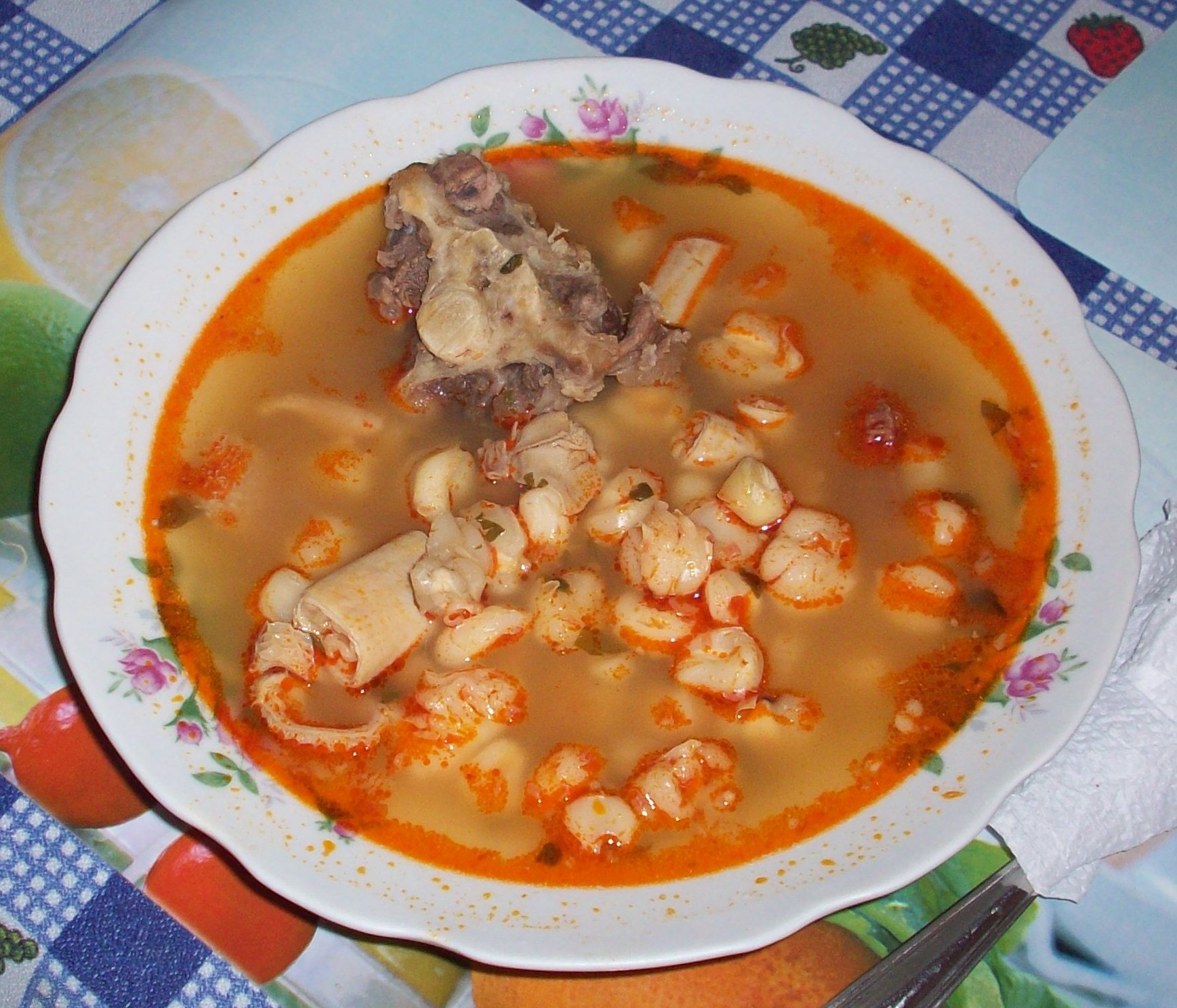
Mondongo o patasca.

- Sopa de leche, se prepara de trigo, cebada, maíz, etc.
- Patache, se prepara a base de trigo pelado con lonja de chanco.
- Humitas, a base de choclos verdes se prepara de sal con queso fresco y de azúcar con pasas de uvas en vuelto en panca de maíz
- Mazamorra de llipta, es un maíz especial de color rojizo, que al combinarlo con la lejía hecha a base de cenizas de la coronta del maíz, adquiere un color muy especial y un sabor agradable, esto se sirve con leche, Maíz llipta de Ocaña, Perú.

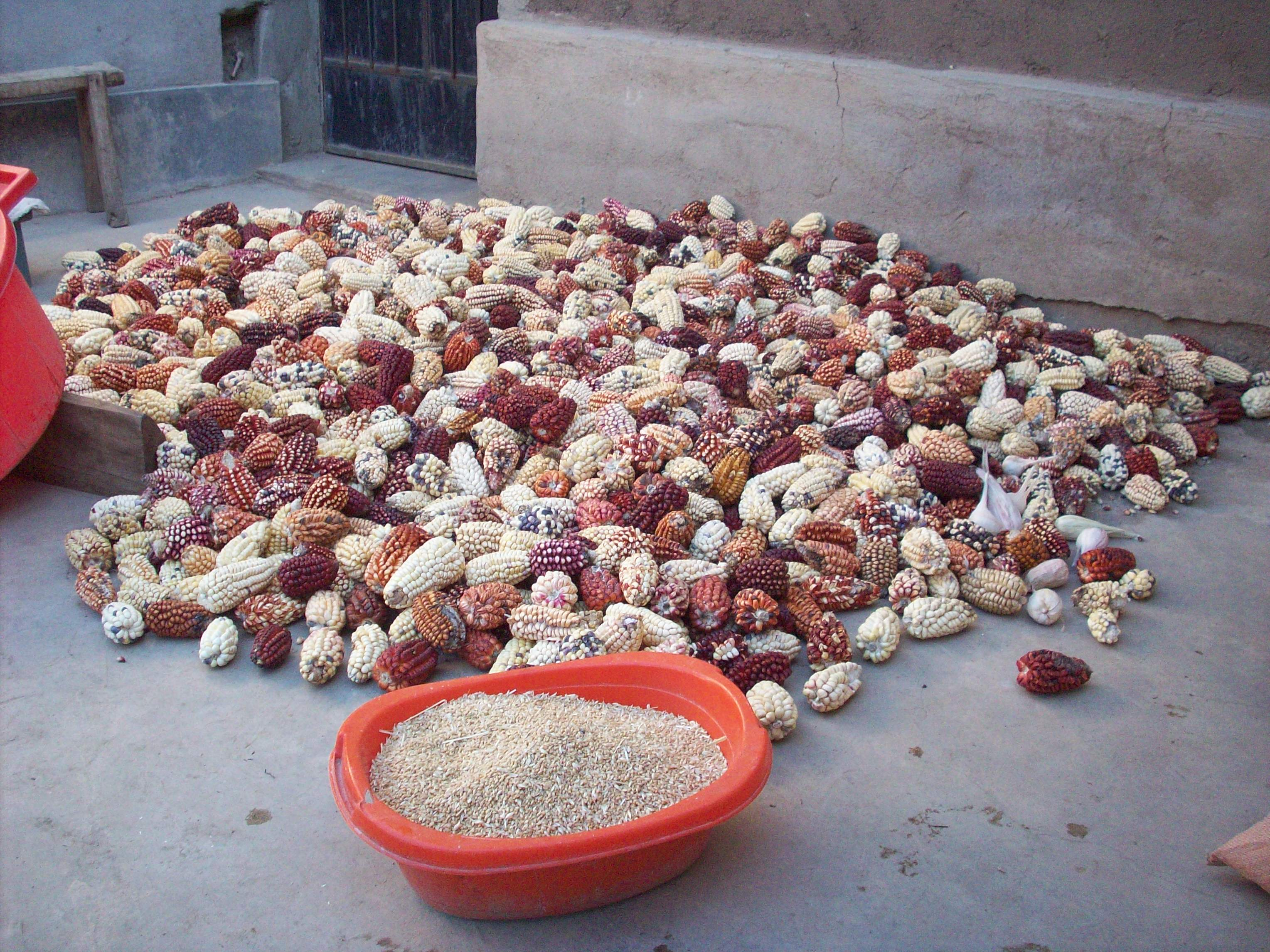
Maíz llipta de Ocaña, Perú.

- Picante de ataco, es una planta que crece en los sembríos de maíz, esta planta se sancocha y se prepara con ají panca, papas, queso...
- Tamales, a base de maíz pelado con chancho envuelto en panca del maíz.
- Picante de quinua, a base de quinua con leche y queso.
- Mazamorra de calabaza con maíz molido.

## Autoridades

### Municipales
- 2019 - 2022[2]
  - Alcalde: Alexander Martín Zea Lara, del Movimiento Regional Gana Ayacucho.
  - Regidores:

  1. Alfredo Checcllo Ramos (Movimiento Regional Gana Ayacucho)
  2. Nancy Roxana Salcedo Guevara (Movimiento Regional Gana Ayacucho)
  3. Manuel Ysmael Palomino Huallcca (Movimiento Regional Gana Ayacucho)
  4. Rey Jesús Rojas Rojas (Movimiento Regional Gana Ayacucho)
  5. Juan Carlos Reyes Galindo (Desarrollo Integral Ayacucho)

## Festividades

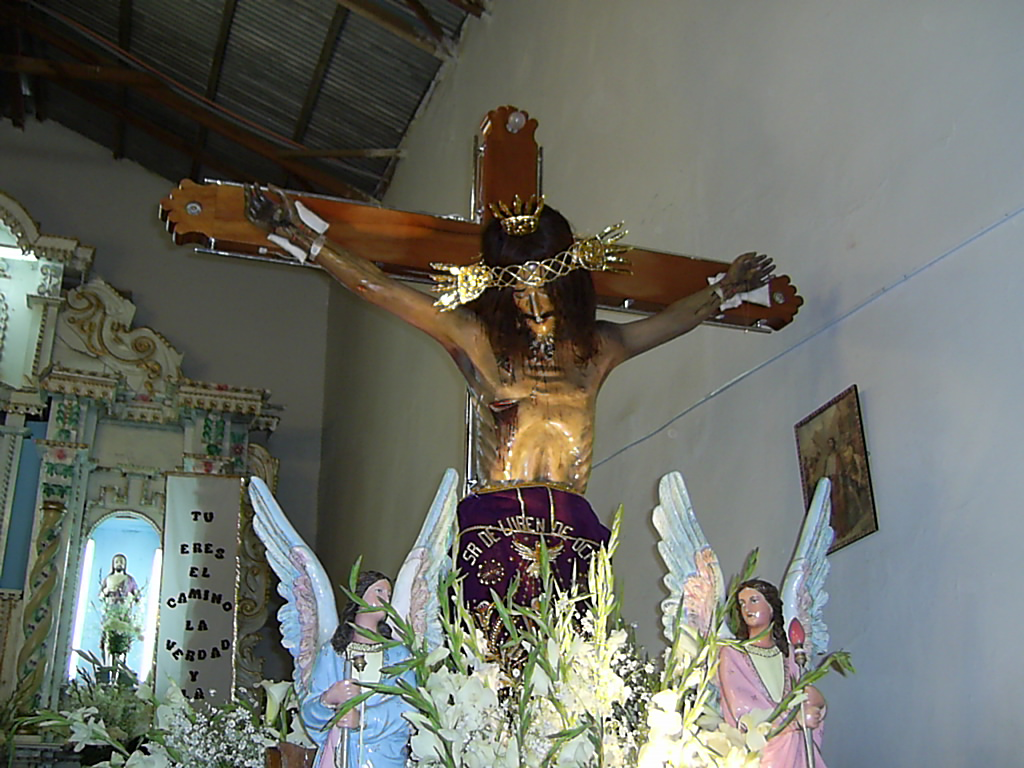
Señor de Luren de Ocaña, Perú.

La mayoría de las festividades se relacionan con lo religioso, Ocaña es un pueblo que conserva sus costumbres y tradiciones por la inquebrantable fe de su pueblo, En cuanto a las fiestas religiosas tenemos:
Enero del 6 al 8 se celebra la Pascua reyes: La Epifanía, o llegada de los Magos del Oriente al lugar de nacimiento del Niño Jesús, se celebra con Baile de Pastores que inician su veneración al niño "Manuelito"
Del 2 al 3 de febrero se celebra la fiesta de la Virgen Candelaria, los ocañinos celebran la fiesta de la Virgen de la Candelaria, patrona espiritual de Ocaña. Esta milagrosa imagen, manifiestan, fue traída de España durante la colonia. También se celebra los carnavales, con yunzas. Consiste en plantar artificialmente un árbol cargado de regalos, en torno al cual se baila hasta tumbarlo con los cortes de un machete o hacha. La pareja que da el corte con el que se derriba al árbol queda a cargo de la organización de la yunza del siguiente año.
En el mes de marzo la Semana Santa según calendario del año.

En el mes de mayo los tradicionales "rodeos" y las cruces

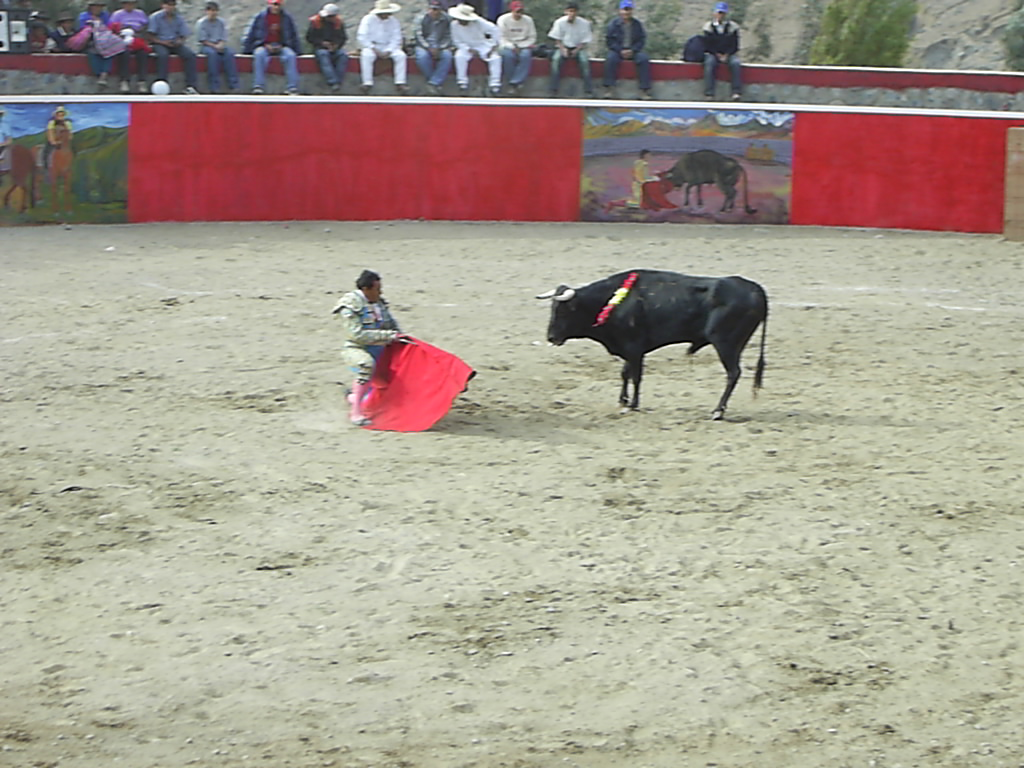
Tardes taurinas en Ocaña, Perú.

En el mes de junio san Juan bautista de Ocaña celebra su fiesta principal el 24 de junio (seis meses antes de Navidad, ya que el evangelio cuenta que su madre Santa Isabel estaba de seis meses cuando el ángel anunció a su prima María que sería madre del Mesías)
El 27 junio Virgen del Perpetuo Socorro y el 29 San Pedro y San Pablo.
En octubre es la Fiesta Patronal Señor de Luren de Ocaña, se inicia el 13 al 25 esta fiesta se desarrolla:
Del 13 al 21 novenas, 22 albazo, 23 Día Central, 24 la corrida de toros y la procesión, 25 despedida, elecciones y nombramiento del nuevo mayordomo para el próximo año
En diciembre 8 es la celebración de la virgen purísima, 24 la Navidad.